# Cheongnyang-eup
Cheongnyang-eup (koreanska: 청량읍) är en köping i landskommunen Ulju-gun som i sin tur är en del av stadskommunen Ulsan i den sydöstra delen av Sydkorea, 300 km sydost om huvudstaden Seoul. Cheongnyang-eup ligger cirka 7 kilometer sydväst om Ulsans centrum. Orten hade tidigare status av socken (Cheongnyang-myeon), men fick status av köping 1 april 2018. Förvaltningen för Ulju-gun ligger i Cheongnyang-eup.